# 兴和朝鲜族乡
兴和朝鲜族乡（中国朝鲜语：／）是中华人民共和国黑龙江省绥化市北林区下辖的一个民族乡。

## 行政区划
兴和朝鲜族乡下辖以下村级行政区划单位：
兴和村和勤劳村。